# Babelan Kota
Babelan Kota is een bestuurslaag in het regentschap Bekasi van de provincie West-Java, Indonesië. Babelan Kota telt 31.345 inwoners (volkstelling 2010).